# Schistomeringos subaequalis
Schistomeringos subaequalis är en ringmaskart som beskrevs av Oug 1978. I den svenska databasen Dyntaxa används istället namnet Ougia subaequalis. Enligt Catalogue of Life ingår Schistomeringos subaequalis i släktet Schistomeringos och familjen Dorvilleidae, men enligt Dyntaxa är tillhörigheten istället släktet Ougia och familjen Dorvilleidae. Arten är reproducerande i Sverige. Inga underarter finns listade i Catalogue of Life.